# Templo de Júpiter Ferétrio
Templo de Júpiter Ferétrio (em latim: Aedes Iuppiter Feretrius) foi o primeiro templo construído em Roma (o segundo, de origem etrusca, ficou conhecido como Templo de Júpiter Ótimo Máximo). O origem do termo "Ferétrio" é atribuído por alguns estudiosos ao verbo latino "ferire" ("ferir"), o que seria uma referência ao fato de que os espólios obtidos dos líderes inimigos derrotados em combate ("spolia opima") eram ali oferecidos a Júpiter Ferétrio ("que feriu") no Capitólio. Outros autores, por sua vez, identificaram o termo com o verbo latino "ferre" ("levar"), pois os que conseguiam as "spoliae opimae" as levavam até lá para doar a Júpiter Ferétrio.

## História
Este templo foi construído, segundo a tradição, pelo próprio Rômulo depois de sua vitória sobre o líder dos ceninenses (em latim: "caeniensi"), chamado Acro, em 752-1 a.C. como recordam os Fastos Triunfais. 
| “ | Rômulo, filho de Marte, rei, triunfou sobre o povo dos ceninenses, nas calendas de março. | ” |
|   | — Fastos Triunfais, ano 2 A.U.C...                                                        |   |

Foi o primeiro templo construído na antiga cidade de Roma. Como testemunha Dionísio de Halicarnasso, o pequeno templo não era muito grande, com o lado maior com apenas 15 pés romanos. O símbolo de Júpiter Ferétrio era uma pedra preservada no interior, que Andrea Carandini identifica como sendo a lapis silex, provavelmente um machado pré-histórico representando a materialização de um raio, e com o qual se realizava o sacrifício de uma porca no final de uma ovação (depois de uma procissão pela Via Sacra, do monte Vélia até o Capitólio, na época fora do pomério. Uma primeira reforma foi realizada pelo quarto rei de Roma, Anco Márcio. 
Como era o costume, foi no Templo de Júpiter Ferétrio que foram depositadas as spoliae opimae do rei de Veios, Lars Tolúmnio, derrotado na Batalha de Fidenas em combate singular por Aulo Cornélio Cosso (426 a.C.).
Durante a guerra civil entre Antônio e Otaviano, Augusto decidiu, por sugestão de Tito Pompônio Ático, promover uma completa reforma do pequeno templo, na época já completamente arruinado. Seu estado de abandono não havia, até então, despertado o interesse de nenhum político de Roma e foi apenas com Augusto que se decidiu restaurá-lo.

## Localização
O local exato onde ficava o Templo de Júpiter Ferétrio é tema de debates. Sabemos, pelo relato de Lívio, que ficava no Capitólio:
| “ | Levando os espólios do comandante inimigo morto [...] Rômulo foi até o Capitólio. Ali, depois de terem sido colocados num carvalho [considerado] sagrado pelos pastores juntamente com uma doação, ele traçou as fronteiras do templo ao deus Júpiter e acrescentou um cognome: "Eu, Rômulo, rei vitorioso, ofereço a ti, Júpiter Ferétrio, estas armas reais e dedico-lhe um templo nestes limites... de modo que sejam dedicadas aqui as spoliae opimae que os que virão depois de mim tomarão dos reis e comandantes mortos em combate. Esta é a origem do primeiro templo consagrado em Roma. | ” |
|   | — Lívio, Ab Urbe Condita I 10. |   |

Segundo Carandini, tratava-se de um templo que, originalmente, devia ser nada mais do que uma cabana construída à volta de um carvalho sagrado. Segundo ele, uma possível localização é a Promoteca capitolina, onde foram encontrados objetivos votivos da metade do século VIII a.C..
| Planimetria do Capitólio antigo |
| --- |
| Area capitolina Arx Fórum Romano Fóruns imperiais Velabro Templo de Júpiter Capitolino Tabulário Templo de Juno Moneta Teatro de Marcelo Fórum Holitório Templo de Belona Templo de Júpiter Ferétrio Templo de Vejóvis Auguráculo Iseu Templo de Júpiter Guardião (?) Templo da Concórdia (?) Templo de Júpiter Conservador Cabana de Rômulo Altar Templo Tensário Templo de Júpiter Tonante Clivo Capitolino "Cem Passos" Porta Pandana Templo de Jano Templo de Juno Sóspita Templo de Esperança Templo de Augusto Asilo "Entre Dois Bosques" Vico Jugário Campo de Marte Pórtico dos Deuses Harmoniosos Templo de Vespasiano Templo da Concórdia Tuliano Clivo Argentário Templo de Vênus Ericina Templo de Mente (?) Templo de Fides (?) Templo de Ops (?) Arco de Cipíão Templo de Saturno Basílica Júlia |